# Хадкюн
Хадкюн (472—510) — король гётов, один из персонажей поэмы «Беовульф», дядя её главного героя. Сын короля Хределя. Случайным выстрелом на охоте убил своего брата Херебальда, после чего Хредель умер от горя, а Хадкюн унаследовал власть над гётами (в 503 году). Возглавил поход против свеев, разграбил резиденцию их короля Онгентеова, захватил казну и пленил жену короля. Вскоре Хадкюн был разбит при Хрефнесхольте (возможно, близ современного Равенсвуда) и погиб в схватке. Его преемником стал младший брат Хигелак (510).